# Campyloneurum asplundii
Campyloneurum asplundii är en stensöteväxtart som först beskrevs av Carl Frederik Albert Christensen, och fick sitt nu gällande namn av Ren-Chang Ching. Campyloneurum asplundii ingår i släktet Campyloneurum och familjen Polypodiaceae. Inga underarter finns listade.